# Universal Motown Records
Universal Motown Records est un label discographique américain, actif comme division d'Universal Motown Republic Group entre 2005 et 2011. C'était l'incarnation contemporaine du légendaire label Motown Records, et la moitié urban d'UMG, bien qu'il y ait aussi quelques artistes rock sur le label (ainsi que ses sous-labels).

## Histoire
En 2005, Motown Records fusionne avec les artistes d'urban d'Universal Records pour créer Universal Motown Records, dirigé par l'ancienne PDG d'Elektra Records Sylvia Rhone, et place sous la nouvelle division faîtière d'Universal Motown Republic Group. Motown Records commence à célébrer son cinquantième anniversaire (12 janvier 2009) à la fin de 2008, y compris la sortie d'un coffret The Complete No. 1 contenant les succès de Motown #1 des charts pop, RnB et disco de Billboard, des rééditions d'albums Motown de l'époque classique sur CD, et d'autres événements prévus, qui sont publiés en collaboration avec la division catalogue d'Universal Music Group.
Des changements sont apportés à Universal Motown Republic Group en 2011, et Motown Records est séparé d'Universal Motown Records et du label faîtier, et fusionne avec The Island Def Jam Music Group, faisant d'Universal Republic Records (maintenant abrégé en Republic Records fin 2012) un label autonome et la fermeture d'Universal Motown Republic Group.